# ウィリアム・ローゼンスタイン

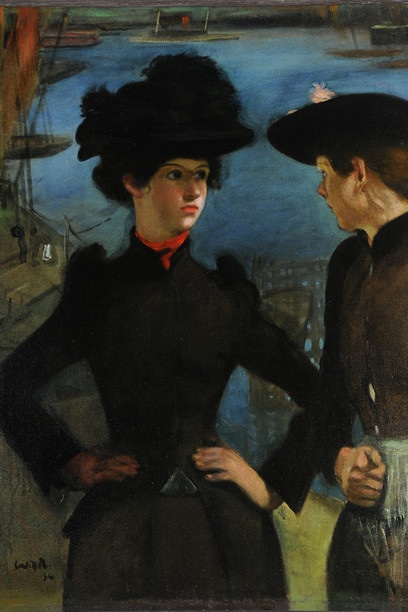
ウィリアム・ローゼンスタイン作「Coster Girls」（1894）

ウィリアム・ローゼンスタイン（Sir William Rothenstein、1872年1月29日 - 1945年2月14日）はイギリスの画家、版画家、イラストレーターである。肖像版画や人物画を描いた。ロイヤル・カレッジ・オブ・アートの校長も務めた。

## 略歴
イングランド北部、ウェスト・ヨークシャー州のブラッドフォードで生まれた。父親のモーリッツ・ローゼンスタインは1859年にドイツからイギリスに移住してきて、イギリスで結婚した繊維商でユダヤ系であった。ウィリアム・ローゼンスタインは6人兄弟の5番目の子供であった。兄のチャールズ・ラザーストン（Charles Rutherston (1866–1927)は父親の事業を継ぎ、美術品コレクターとなった。弟のアルバート・ラザーストン（Albert Rutherston(1881–1953）は画家、イラストレーター、衣装デザイナーになった。2人の兄弟は第一次世界大戦中に姓をイギリス風のラザーストンに改めた。
ウィリアム・ローゼンスタインは16歳でブラッドフォードのドイツ人学校を中退し、ロンドンのスレード美術学校に入学し1893年までアルフォンス・ルグロに学んだ。1893年からパリの私立美術学校のアカデミー・ジュリアンで学び、パリでジェームズ・マクニール・ホイッスラー（1834-1903）やエドガー・ドガ（1834-1917）、アンリ・ド・トゥールーズ＝ロートレック（1864-1901）といった有名な画家と出会い、イギリス生まれのオーストラリアの画家チャールズ・コンダー（1868-1909）と親しくなりスタジオを共有した。
1893年にイギリスに帰国すると、リトグラフ技法による肖像版画のシリーズ「Oxford Characters」の制作を始め、1896年に版画集として出版された。その後「English Portraits」(1898)や「Twelve Portraits」(1929) 、「Contemporaries」(1937)といった肖像版画集も出版した 。1890年代はニュー・イングリッシュ・アート・クラブの展覧会に出展し、「イエローブック」や「サヴォイ」といった雑誌のイラストを制作した。1899年に結婚した。
オックスフォードでは風刺作家のマックス・ビアボーム（Max Beerbohm: 18721956）と知り合い、親友となり、ビアボームの短編小説『イーノック・ソームズ（Enoch Soames）』(1919年)の挿絵を制作した。
1898年ころ、スレード美術学校で知り合ったジョン・フォザーギル（John Fothergill）と ロンドンのピカデリーに画廊（Carfax Gallery）を設立し、この画廊にはチャールズ・コンダーやフィリップ・ウィルソン・スティーア、チャールズ・リケッツ（Charles Ricketts）、オーガスタス・ジョンといった画家たちが利用した。オーギュスト・ロダンの作品も展示し、ロダンのイギリスでの評判の高まりに貢献した。1901年までこの画廊の芸術マネージャーを務め、その後、友人の美術評論家、ロビー・ロス（Robbie Ross）が後を継いだ。後にこの画廊はウォルター・シッカートらの「カムデン・タウン・グループ」の展覧会を開いた。
1900年のパリ万国博覧会の展覧会に絵画を出展し銀メダルを獲得した。1902年から1912年の間はロンドンのハムステッドに住み、H・G・ウェルズとジョセフ・コンラッドや画家のオーガスタス・ジョンらと親しかった。1901年には妻の妹が、アイルランド出身の画家ウィリアム・オーペン（1878-1931）と結婚した。ハムステッドの邸を訪れた若い画家には、パーシー・ウインダム・ルイスやマーク・ガートラー（Mark Gertler）、ポール・ナッシュらがいた。
1920年から1935年までロイヤル・カレッジ・オブ・アートの校長を務め、エドワード・バラ（Edward Burra）やエヴリン・ダンバー（Evelyn Dunbar）、ビルマの画家バ・ニャン（Ba Nyan）、ヘンリー・ムーアといった芸術家を指導した。ポール・ナッシュやエドワード・ジョンストンといった活躍していた芸術家を客員講師として招くことを許可され、成功した卒業生も講師に招いた。
1931年に美術に対する功績によりナイトの称号を得た。1945年にロンドンで亡くなった。

## 作品

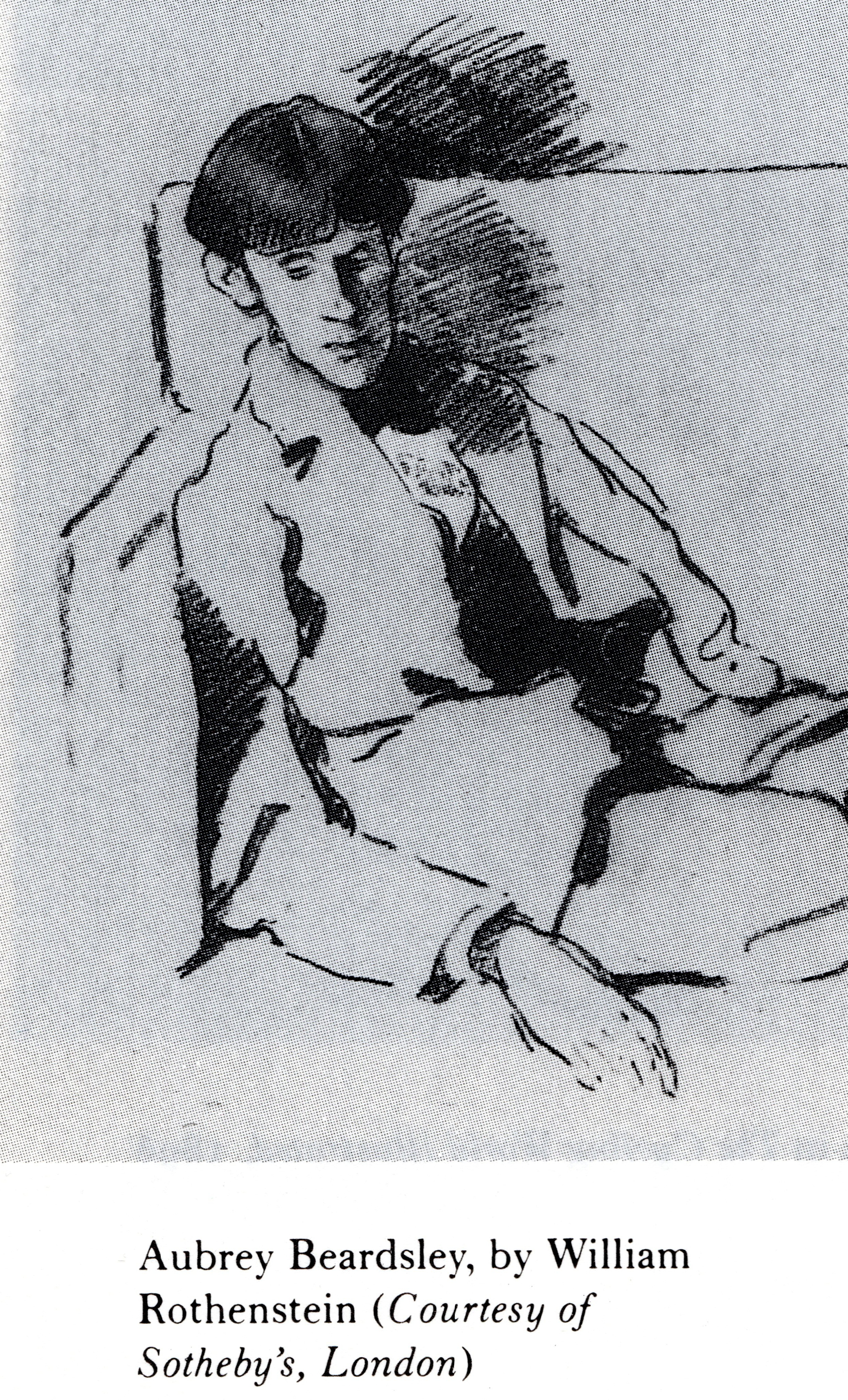
オーブリー・ビアズリー
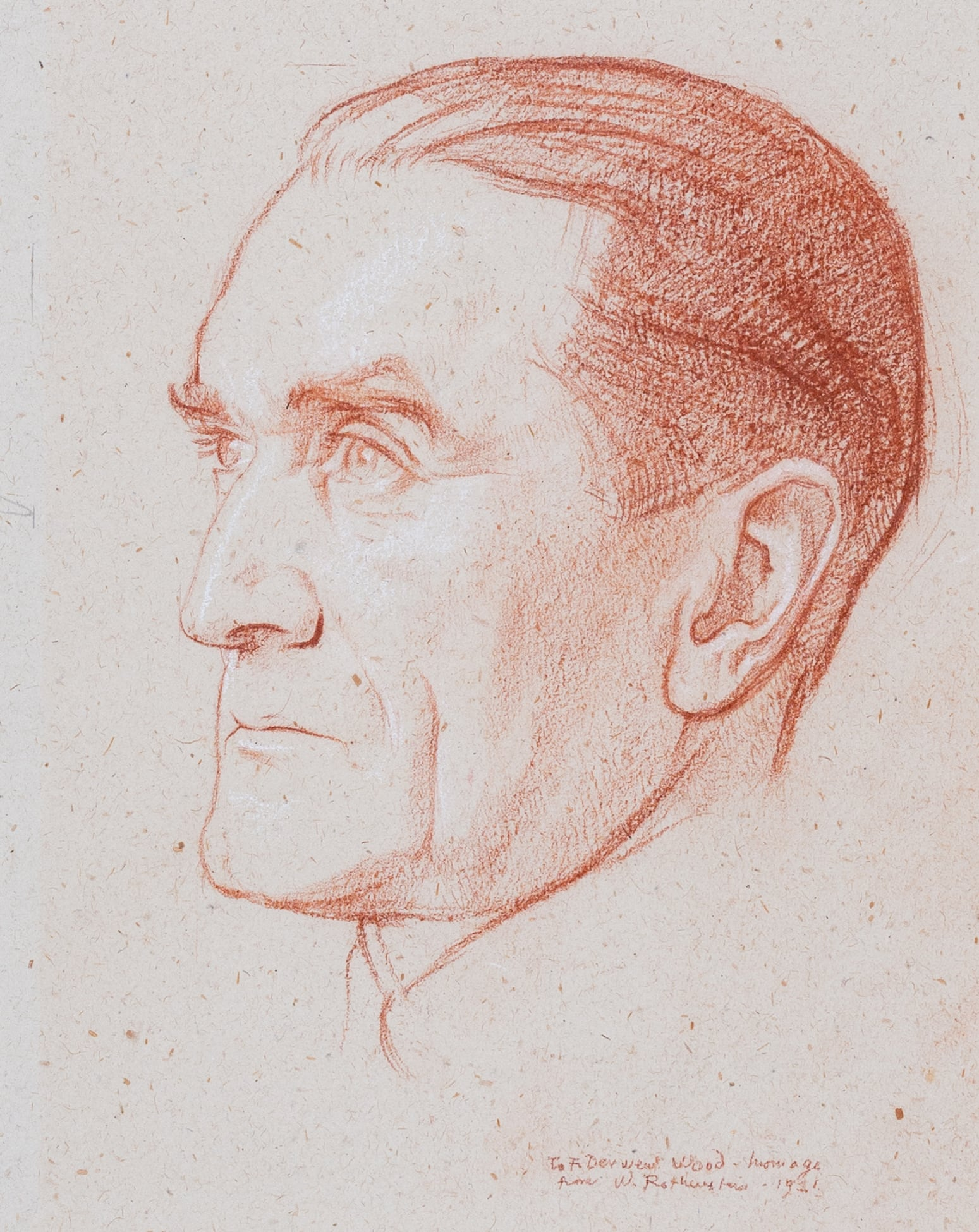
彫刻家フランシス・ダーウェント・ウッド（英語版） (1921)
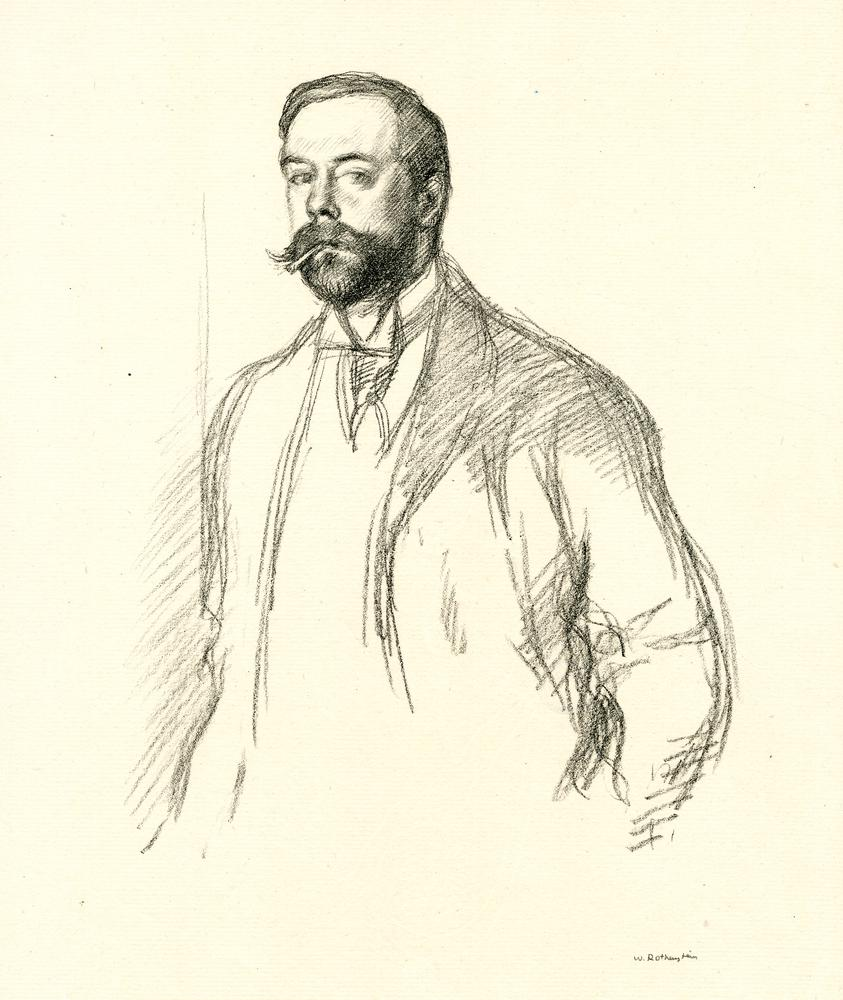
ジョン・シンガー・サージェント（1891）
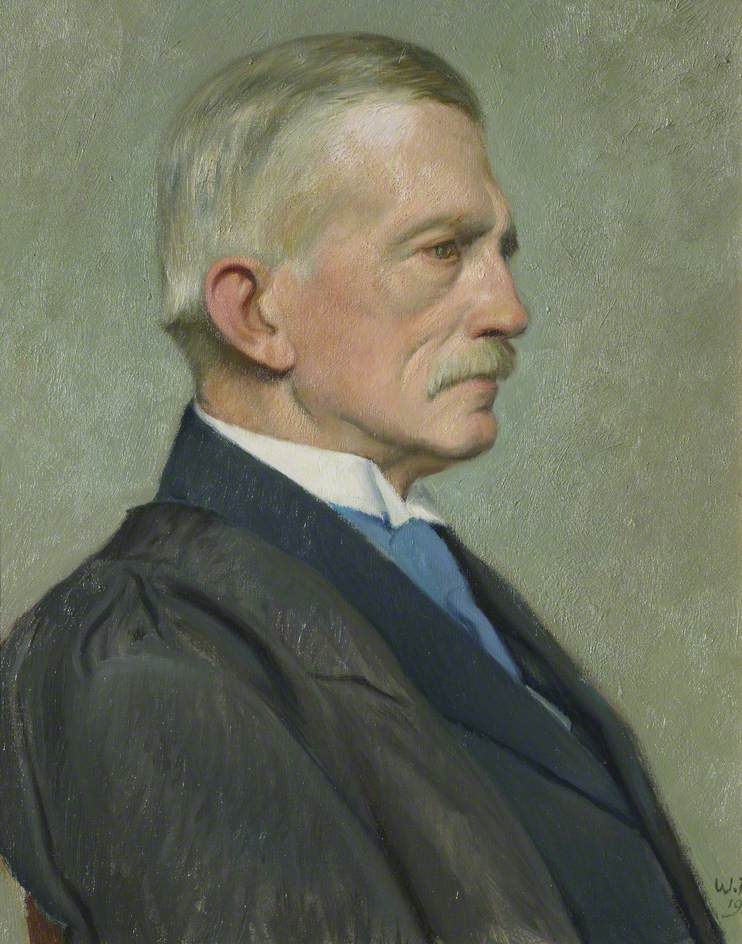
鉱物学者アーサー・ハッチンソン（英語版）